# Погорільці (Новгород-Сіверський район)
Погорі́льці — село в Україні, у Семенівській міській громаді Новгород-Сіверського району Чернігівської області. Населення становить 605 осіб. До 2017 орган місцевого самоврядування — Погорільська сільська рада. На відстані 7 км знаходилося зняте з обліку 2005 року с. Городок.

## Історія
Вперше село згадується в універсалі гетьмана Івана Мазепи від 12 січня 1704 року, де він дозволяє гутнику Василю Скабичевському, вихідцю з Польщі, збудувати гуту «між Погорільцями і Жадовом», коло якої згодом з'явиться село Лосівка.
12 червня 2020 року, відповідно до Розпорядження Кабінету Міністрів України № 730-р «Про визначення адміністративних центрів та затвердження територій територіальних громад Чернігівської області», увійшло до складу Семенівської міської громади.
19 липня 2020 року, в результаті адміністративно-територіальної реформи та ліквідації Семенівського району, село увійшло до Новгород-Сіверського району.

## Освіта
- Погорільська ЗОШ I-III ступенів